# Estadio Tierra de Campeones
El Estadio Tierra de Campeones ou le Stade Tierra de Campeones est un stade chilien se trouvant à Iquique.
Construit en 1993, il a une capacité de 9 500 places lors de sa construction, puis de 10 000 places par la suite. Le club résident est le Club de Deportes Iquique, qui se trouve en Division 1 chilienne.  
Le stade accueille le Championnat des moins de 17 ans de la CONMEBOL 2009. L'intégralité des matchs du tournoi sont joués dans le stade.